# Старгартова болест
Старгартова болест (енгл. Stargardt's Disease) припада групи очних болести које се зову дистрофија макуле. Ова болест је дистрофија макуле која потиче од пигментног епитела ретине. Макула је жута флека, то је место најјаснијег вида.
Наслеђује се претежно аутозомно рецесивно, а у малом броју слушајева и аутозомно доминантно. Ради се о реткој болести.

## Клинична слика
Болест почиње између 10. и 20. године и карактерише се прогресивним погоршањем вида, зато се још и зове и јувенилна дистрофије макуле..
Прегледом очног дна (офталмоскопија) могу се утврдити разне промене. У области жуте мрље виде се беличасто-жуте флеке. Ове флеке се могу наћи и на осталим деловима ретине (мрежњаче).
Погоршање вида се јавља прво као немогућност фиксације погледа, и немогућност да се виде ситни детаљи.
Касније се и крупнији објекти не могу видети без одговарајућих појачања вида нпр. особе не могу препознати друге људе. Тегобе се појачавају на светлости, док у мраку вид постаје бољи.

## Узрок
У питању је мутација гена ABCA4 на хромозому 1 сегмент q21-p13 (око 90% случајева болест).
Врло ретка форма која се наслеђује аутозомно доминантно је последица мутације на хромозому 6
У току процеса настанка визуелне слике светлост прво пада на ћелије чула вида у мрежњачи, то су штапићи и чепићи. Оне садрже пигмент родопсин, који се под утицајем светлости разлаже и притом настаје његов оксид. Ствара се електрични сигнал који се преноси кроз помоћне ћелије, ганглијске ћелије и оптички нерв до центара за вид. Оксид родопсина са одлаже заједно са другим опадним продуктима метаболизма као пигмент липофусцин. Код здравих људи се ови отпадни продукти (оксид родопсина) уз помоћ једног протеина, РИМ протеина транспортују прво у пигментни слој мрежњаче, а одатле даље. Код Старгартове болести је ген ABCA4 који кодира овај транспортни протеин мутирао, па је транспорт поремећен и све се више липофусцина (оксид родопсина+отпадне материје) нагомилва. Услед тога долази до уништавања пигментног епитела мрежњаче, а касније и самих ћелија чула вида.
Уз помоћ посебних наочара и разних других оптичких помагала се тегобе могу делимично олакшати, али не постоји излечење. Болест протиче хронично-проградијентно.